# Planejador financeiro pessoal
O planejador financeiro ou planejador financeiro pessoal é um profissional qualificado a ajudar nas questões financeiras de pessoas e famílias. Atuando como uma solução completa nas finanças pessoais, auxilia assessorando clientes em investimentos, seguros, impostos, aposentadoria e planejamento patrimonial.
Como regra geral, o trabalho de um planejador financeiro pode:
- integrando a equipe de profissionais prestadores de serviços (por exemplo: advogado, contador );
- oferecendo serviços e produtos financeiros (ex: consultor financeiro, agente de seguros ); ou
- não ser integrado a outros produtos ou serviços, proporcionando planejamento financeiro autônomo ou independente.

## Escopo
O planejamento financeiro deve cobrir todas as áreas financeiras necessárias do cliente e deve resultar na realização de cada uma das metas do cliente, conforme necessário. O escopo do planejamento geralmente inclui o seguinte:
- Gestão de riscos e planejamento de seguros: gestão de riscos de fluxo de caixa por meio de técnicas sólidas de gestão de riscos e seguros, resultando na criação de uma política de risco.
- Questões de investimento e planejamento: planejamento, criação e gestão da acumulação de capital para gerar capital futuro e fluxos de caixa para reinvestimento e gastos, incluindo gestão de retornos ajustados ao risco e para proteger da inflação
- Planejamento de aposentadoria: planejamento para garantir a independência financeira na aposentadoria, incluindo previdência privada (PGBL ou VGBL), previdência complementar (fundos de pensão), etc.
- Planejamento tributário: planejamento para redução de passivos tributários de forma estratégica (elisão fiscal).
- Planejamento sucessório: planejamento para a melhor alocação dos bens de forma que os herdeiros e dependentes legais e escolhidos recebam os valores
- Fluxo de caixa e gestão de passivos: manter e melhorar os fluxos de caixa pessoais por meio da gestão de dívidas e estilo de vida

## Processo
O processo de planejamento financeiro pessoal é descrito na ISO 22222: 2005 como consistindo em seis etapas:
1. Estabelecer e definir o relacionamento com o cliente e o planejador financeiro pessoal
2. Coletar dados do cliente e determinar metas e expectativas
3. Analisar e avaliar a situação financeira do cliente
4. Desenvolvimento e apresentação do plano financeiro
5. Implementar as recomendações de planejamento financeiro
6. Acompanhamento do plano financeiro e da relação do planejamento financeiro

## Licenciamento, regulamentos e autorregulamentação
Em muitos países, não há requisitos (nenhum quadro jurídico) quanto ao uso do título de 'planejador financeiro'. Inclusive no Brasil não há regulamentação para a profissão.
O escopo do título "planejador financeiro" varia de uma jurisdição para outra. O quadro jurídico da profissão pode incluir:
- um título reservado (por exemplo: planejador financeiro certificado pela PFA, CFP, planejador financeiro): a proteção do título garante que os serviços sejam prestados por pessoas credenciadas que atendam aos padrões éticos - lembrando que é um título de distinção;
- atividades reservadas: como regra geral, a atividade de planejamento de ativos é compartilhada entre várias profissões;
- formação básica e contínua obrigatória: os requisitos de formação dos planejadores financeiros garantem a atualização das competências;
- seguro de responsabilidade profissional;
- um fundo de compensação;
- uma oferta de serviço supervisionada;
- instrumentação supervisionada;
- uma obrigação de mandato escrito antes de prestar um serviço profissional.

### Austrália
Na Austrália, os consultores financeiros devem ser autorizados por um titular de licença dos Serviços Financeiros Australianos para fornecer consultoria sobre produtos financeiros. O titular da licença deve obter uma licença da Australian Securities and Investments Commission (ASIC). O site da ASIC afirma que "Ter uma licença AFS não garante a probidade ou qualidade dos serviços do licenciado." 
Houve reformas recentes no licenciamento de consultores financeiros na Austrália como resultado de vários escândalos envolvendo coisas como aconselhamento inadequado ou impróprio e taxas cobradas de clientes por falta de serviço. A partir de 1º de janeiro de 2019, novos padrões de educação e treinamento se aplicam aos consultores financeiros. Esses padrões incluem a realização de estudos de pós-graduação aprovados, a aprovação em um exame nacional credenciado e a realização de educação profissional contínua. Novos participantes da indústria têm requisitos adicionais.

### Bélgica
Na Bélgica, o aconselhamento nesta área é regulamentado pela lei de 25 de abril de 2014 relativa ao status e controle de planejadores financeiros independentes e ao fornecimento de consultas de planejamento por empresas regulamentadas. Notários, advogados, contadores e auditores, entretanto, não são visados. A lei usa o termo "planejamento financeiro", que cria um amálgama entre duas disciplinas.

### Brasil
No Brasil, o certificado do CFP é emitido pela Planejar – Associação Brasileira de Planejadores Financeiros a entidade é afiliada ao Financial Planning Standards Board – FPSB. Como em outras partes do mundo a profissão não é regulamentada, portanto a certificação traz uma distinção para o profissional que a obtém.

### Canadá
No Canadá, os "planejadores financeiros" não são regulamentados em todas as províncias, exceto Quebec, onde apenas os indivíduos com a designação Planificateur Financier (Pl.Fin / F.Pl.) podem usar o título "Planejador financeiro" e oferecer serviços de planejamento financeiro.
Fora de Quebec, atualmente não há restrições, pré-requisitos educacionais e requisitos de licenciamento para indivíduos que se autodenominam planejadores financeiros ou para empresas que usam "planejamento financeiro" em seu nome ou serviços oferecidos. Desde julho de  2020, Ontário e Saskatchewan introduziram legislação para regular títulos de planejamento financeiro, mas a legislação ainda não foi promulgada.
Muitos consultores financeiros no Canadá se autodenominam planejadores financeiros, mas apenas possuem licenças para vender produtos financeiros pessoais (principalmente investimentos e seguros), ou usam qualificações que não expiram, sem monitoramento ou processo de responsabilidade pública (como a designação de Planejador Financeiro Pessoal / PFP). Existem apenas duas designações de planejamento financeiro monitoradas publicamente e totalmente regulamentadas fora de Quebec – o CFP ( Certified Financial Planner )  e o RFP ( Registered Financial Planner )  .
A RFP é a mais antiga (estabelecida em 1987) e mais rigorosa das duas designações monitoradas publicamente. Todas as RFPs devem primeiro demonstrar sua competência e, em seguida, obedecer a um código de ética e aderir a padrões de prática rigorosos, conforme definido pelo órgão concedente, o Institute of Advanced Financial Planners (IAFP). Cada RFP deve atestar a cada ano que o planejamento financeiro é sua vocação principal.
Em Quebec
O título de planejador financeiro (FP) ou planificateur financier (Pl.Fin.) É um título profissional usado em Quebec ( Canadá ). Este título de Quebec se aplica a uma pessoa que se formou no programa Institut québécois de planification financière e, em seguida, supervisionada por um órgão regulador autorizado pela lei provincial: a Chambre de la sécurité financière, a Ordre des Administrateurs Agréés du Québec (em inglês: Ordem de Fretamento Administrators of Quebec) ou a Ordre professionnel des comptables professionnels agréés du Québec (em inglês: "Ordem Profissional dos Contadores Profissionais Licenciados do Quebec"). Ao final da sua formação básica, o “Planejador Financeiro” (Pl.Fin.) Está habilitado a exercer a atividade de “planejamento financeiro” do tipo ativo.
Além disso, as Ordens Profissionais participantes na supervisão do título de “Planejador Financeiro” desenvolveram modelos de prática mais abrangentes, abrangendo todos os componentes da administração de ativos. O modelo de prática geralmente reconhecido desta profissão normalmente exclui o planejamento financeiro do tipo organizacional (por exemplo: empresas, organizações, governos).
Na província de Quebec, este título é concedido pelos órgãos reguladores que supervisionam esta prática profissional, nomeadamente a AMF ( Autorité des marchés financiers ) e as ordens profissionais participantes: Ordre des Administrateurs Agréés du Québec e Ordre professionnel des comptables professionnels agréés du Québec .
O Institut québécois de planification financière (Instituto de Planejamento Financeiro do Quebec) (IQPF) é a única organização do Quebec autorizada a conceder o diploma de "planejador financeiro". O IQPF estabelece as regras relativas à formação básica para acesso ao título de Planejador Financeiro. Além disso, o IQPF administra os regulamentos da AMF sobre educação continuada obrigatória para planejadores financeiros sujeitos à AMF (Autorité des marchés financiers). Além disso, as Ordens Profissionais que enquadram o título de Planejador Financeiro são responsáveis pela educação continuada de seus membros Pl.Fin.
O título de Quebec de "Planejador Financeiro" (Pl.Fin. ) É o único entre os outros títulos homônimos no Canadá que não inclui um qualificador de credenciamento.
O Institut québécois de planification financière (IQPF) e o Financial Planning Standards Council (FPSC), as duas organizações que supervisionam a profissão de planejador financeiro, desenvolveram o documento de referência Planejamento financeiro no Canadá: definições, padrões e habilidades. Esta apresenta, entre outras coisas, as sete áreas de intervenção do planeamento financeiro, nomeadamente os aspectos jurídicos, seguros e gestão de riscos, finanças, fiscalidade, investimentos, reforma e também patrimoniais.

### Malásia
A Securities Commission Malaysia introduziu legislação por meio de emendas feitas ao Securities Industry Act em 2003 para regular o planejamento financeiro e o uso do título ou título relacionado de 'planejador financeiro' ou para conduzir atividades relacionadas ao planejamento financeiro.
Em 2005, as alterações à Lei de Seguros da Malásia exigem que aqueles que realizam negócios de consultoria financeira (incluindo atividades de planejamento financeiro relacionadas a seguros) e / ou usem o título de consultor financeiro em sua empresa (que, como em Singapura, deve ser uma estrutura corporativa ) para obter uma licença do Bank Negara Malaysia (BNM). Algumas pessoas que oferecem serviços de consultoria financeira, por exemplo, agentes de seguro de vida licenciados, estão isentos do licenciamento como requisito de prática.

### Singapura
Em Singapura os serviços financeiros são altamente regulamentados pela Autoridade Monetária de Singapura (MAS), o regulador e supervisor de instituições financeiras em Singapura. As regras são definidas pelo MAS para as instituições financeiras e são implementadas por meio de legislação, regulamentos, orientações e avisos. Atualmente, a maioria dos planejadores financeiros (consultores financeiros) é baseada em comissões, o que pode gerar conflito de interesses relacionado aos produtos recomendados. Em 2015, uma estrutura de scorecard equilibrada foi implementada para alinhar melhor os interesses da indústria de AF e dos consumidores. Isso garante que os representantes e supervisores da FA atendam aos indicadores-chave de desempenho que não estão relacionados às vendas, como recomendações de produtos adequadas e divulgação adequada de informações relevantes aos clientes (KPI de não vendas). A falha em obter boas notas para o KPI de não vendas afetará diretamente sua comissão (renda variável).

### Nova Zelândia
A Autoridade de Mercados Financeiros (FMA) (anteriormente a Comissão de Valores Mobiliários) fornece autorização a indivíduos que fornecem aconselhamento financeiro personalizado, serviços de planejamento de investimento e / ou serviços discricionários de gestão de investimento . Os indivíduos que recebem autorização são chamados de Consultor Financeiro Autorizado (AFA). Para receber a autorização, os indivíduos devem preencher o Certificado Nacional em Serviços Financeiros (Assessoria Financeira) (Nível 5).